# Los Seixos (Vilamolat de Mur)
Los Seixos és un paratge, la major part ocupada per camps de conreu, del municipi de Castell de Mur, al Pallars Jussà, a l'antic terme de Mur, en terres del poble de Vilamolat de Mur.
Els Seixos són al nord-est de Vilamolat de Mur, a la carena que separa la vall del barranc de Rius, a ponent, de la del barranc del Ruc, a llevant. A l'extrem nord-est hi ha el Serrat del Nenot. En el costat de llevant s'obren les Planes i la Plana del Roquero. Al nord, l'Hort del Sastre i el lloc on hi hagué l'església de Sant Miquel. A ponent, hi ha els indrets de l'Arner de Petit, la Solana de Fontana, el Solà de la Roca, el Serrat de la Solana, els Mallols de Josep, el paratge de Sant Miquel i la Boïga de Sant Miquel. El límit meridional, a la part més alta de los Seixos, es troben la Collada de Rius, Cantamoixons, la Vinya de Petit i el Pou de Petit. En aquesta partida es troba el Corral del Seix.

## Etimologia
Segons Joan Coromines, un sas o un seix és un planell allargat en forma de terrassa, no àrida ni fèrtil, sovint amb conreus magres i coberta de matolls, que sovint solia estar plantat de vinya. Procedeix d'un ètim preromà, sasso-, emparentat amb una arrel indoeuropea, sasio-, que apareix associada al color gris.

## Parcel·les i camps
- El Corral del Seix és un corral per a bestiar de pastura. És a la partida de los Seixos, a la carena entre el barranc del Ruc -llevant- i el barranc de Rius -ponent, a llevant de Vilamolat de Mur. És a prop, al damunt i a l'est del Carant de la Ruixent. Actualment aïllat enmig d'un camp de conreu de secà, constitueix una mostra de l'abandonament en què ha anat caient el Pallars Jussà a la darrera centúria; la seva utilitat actual es basa en el fet de ser un punt de referència destacat per a les persones que encara mantenen activitats a la natura a Vilamolat de Mur.